# Marcus Washington
Marcus Cornelius Washington (født 17. oktober 1977 i Auburn, Alabama, USA) er en tidligere amerikansk footballspiller, der spillede i NFL som linebacker for henholdsvis Indianapolis Colts og Washington Redskins.
Washington er en enkelt gang, i 2005, blevet udtaget til Pro Bowl, NFL's All Star-kamp.

## Klubber
- Indianapolis Colts (2000–2003)
- Washington Redskins (2004–2008)